# Langues croisilles
Les langues croisilles sont une famille de langues papoues parlées en Papouasie-Nouvelle-Guinée dans la province de Madang.

## Classification
Les langues croisilles sont un des groupes qui constituent la famille des langues madang qui sont rattachées par Malcolm Ross à la famille hypothétique des langues trans-Nouvelle Guinée. William Foley estime que l'inclusion de ces langues dans l'ensemble trans-Nouvelle-Guinée est hautement probable. 

## Liste des langues
Les langues croisilles, très nombreuses, sont les suivantes :
- amaimon
- groupe dimir-malas 
  - dimir
  - malas
- groupe kumilan 
  - bepour
  - brem
  - mauwake
  - moere
  - musar
- groupe mabuso 
  - sous-groupe gum 
    - amele
    - bau
    - gumalu
    - sous-groupe panim-isebe 
      - isebe
      - panim

    - sihan

  - sous-groupe hanseman 
    - bagupi
    - baimak
    - gal
    - garus
    - matepi
    - mawan
    - nake
    - nobonob
    - rapting
    - rempi
    - saruga
    - sous-groupe silopi-utu 
      - silopi
      - utu

    - wagi
    - sous-groupe wamas-samosa-murupi-mosimo 
      - mosimo
      - murupi
      - samosa
      - wamas

    - yoidik

  - kare
  - sous-groupe kokon 
    - girawa
    - kein
    - munit
- groupe mugil-kaukombaran 
  - bargam
  - sous-groupe kaukombaran 
    - maia
    - maiani
    - mala
    - miani
- groupe numugenan 
  - usan
  - sous-groupe yaben-bilakura 
    - bilakura
    - yaben

  - sous-groupe yarawata-parawen-ukuriguma 
    - parawen
    - ukuriguma
    - yarawata
- groupe tibor-omosa 
  - sous-groupe omosan 
    - kobol
    - pal

  - sous-groupe tiboran
    - kowaki
    - mawak
    - pamosu
    - wanambre